# Об'єкт 911Б
Об'єкт 911Б — радянський дослідний плаваючий легкий танк 1960-х років. Був створений в 1963—1964 роках на Волгоградському тракторного заводу на основі дослідної БМП Об'єкт 911 і призначався на роль легкої авіадесантованої розвідувальної машини. 

## Історія
У конструкції танка застосовувався ряд нетрадиційних рішень: компонування на кшталт «все у башті» з капсулою підвищеного броньового та радіаційного захисту для екіпажу; запозичена у БМП система озброєння з автоматом заряджання і гладкоствольна гарматою для стрільби активно-реактивними снарядами; Гідропневматична підвіска з регульованим кліренсом. У 1964 році був виготовлений єдиний прототип танка, який пройшов заводські випробування, проте на озброєння не був прийнятий.

## Опис конструкції
«Об'єкт 911Б» мав компонування з розміщенням моторно-трансмісійного відділення в кормовій частині та об'єднаного бойового відділення та відділення управління в капсулі підвищеної захищеності в середній частині; у лобовій частині розміщувався вантажний відсік, який служив для забезпечення плавучості. Екіпаж танка складався з двох осіб: механіка-водія і командира, що виконував також функції баштового стрільця.

### Броньовий корпус та башта
«Об'єкт 911Б» мав високо диференційований протикульовий броньовий захист; башта і корпус танка збиралися з листів катаною броньової сталі товщиною 4, 6, 8, 10, 20, 35, 40 і 45 мм. Броньова капсула корпусу складної форми збиралася з листів сталі середньої твердості марки 49С товщиною 35 мм у лобовій та кормовій частині; 45 мм у верхній та 20 мм у нижній частині бортів. Моторно-трансмісійне та вантажне відділення збиралися з листів стали високою твердістю марки "2П". Лоб легкоброньованого корпусу складався з 10-мм листа, розташованого під кутом в 45 ° і плавно переходить у днище. Вертикальні борти цих відділень мали товщину 8 мм, а дах та корми - 6 мм; верхня частина корми корпусу була вертикальною, а нижня мала нахил 48° і плавно переходила в днище в нижній частині. Днище моторно-трансмісійного та вантажного відділень виготовлялося зі штампованих 4-мм листів вуглецевої сталі. Для забезпечення необхідної жорсткості днище вантажного відділення постачалося двома поздовжніми поясами П-подібних балок, а моторно-трансмісійного - двома поперечними поясами Н-подібних балок та поздовжніми зовнішніми зигами. Для забезпечення додаткової плавучості по бортах корпусу встановлювалися знімні водоізомісні підкрилки.
Башта танка мала конічну форму виготовлялася з 40-мм лобового та двох бортових листів зі змінними кутами нахилу від 48° у лобовій до 40° у бортовій частині. Дах та розвинена ніша башти збиралися з 10-мм бронелистів. Загалом рівень броньового захисту танка забезпечував захист капсули: в лобовій проекції - від 76,2-мм каліберних бронебійних снарядів з початкової швидкістю 655 м/с з дистанції від 2000 метрів; бортів - від 14,5-мм каліберних бронебійних куль Б-32 кулемету КПВ на всіх дистанціях. Посадка і висадка екіпаж здійснювалися через індивідуальні люки в даху башти. При необхідності в лобовому відділенні могли перевозитися вантажі або дві особи, з посадкою через люки в даху, при цьому забезпечувалася вентиляція відділення вітчизняних броньованих машин.
Протирадіаційний захист капсули забезпечувалася установкою протирадіаційних екранів, що забезпечували 15-кратне ослаблення гамма-випромінювання, і системою протиатомного захисту (ПАЗ). До складу останньої входила система герметизації населеного відділення на основі приладу радіаційної та хімічної розвідки «Електрон-3», що реєстрував сплеск гамма-випромінювання ядерного вибуху, і фільтро-вентиляційна установка, що забезпечувала у відділенні надлишковий тиск не менше 0,44 кПа для запобігання потраплянню всередину радіоактивного пилу. Протипожежне обладнання танка складалося з автоматичної системи пожежогасіння Роса', до складу якої входили два 2-літрові балони зі складом «3,5» Суміш вуглекислоти зі стисненим повітрям і бромистим етилом і шість термодатчиків ТД-1: чотири в моторно-трансмісійному та два у вантажному відділенні.

### Озброєння
Основне озброєння танка складало 73-мм гладкоствольна напівавтоматична зброя ТКБ-04 «Грім». Зброя мала ствол-моноблок, вертикальний клиновий затвор, напівавтоматику копірного типу і концентричний гідравлічний противідкатний пристрій. Стрілянина зі зброї велася Активно-реактивний снаряд активно-реактивними снарядами, що являли собою модифіковані Артилерійський постріл постріли до станкового гранатомету у СПГ-9. Дальність прямого пострілу за мету заввишки 2 метри складала 800 метрів, максимальна прицільна дальність - 1300 метрів. Боекомплект зброї складався з 40 пострілів з кумулятивними снарядами з бронепробивністью в 300 мм гомогенної броньової сталі. Зброя постачалася автоматом заряджання з магазином стрічкового типу ємністю в 27 пострілів, що розміщувався в ніші башти. Транспортер автомата заряджання мав електромеханічний і дублюючий ручний привід, при необхідності була можлива і ручна зарядка зброї.
Зброя розміщувалося в лобовій частині в спареній установці, що забезпечувала йому кути вертикального наведення від -5 ° до +30 °, горизонтальне наведення здійснювалося поворотом башти. Для наведення зброї використовувався перископічний комбінований оптичний приціл ПКБ-62 «Щит». Денна гілка прицілу мала збільшення 6× і поле зору 15°, нічна ж являла собою електронно-оптичний прилад зі збільшенням 6,7× і полем зору 6°, який працював рахунок посилення природної нічної освітленості. Вертикальне та горизонтальне наведення зброї здійснювалися за допомогою електромеханічного або дублюючого ручного приводу. У спареній зі гарматою установці розміщувався 7,62-мм кулемет ПКТ, що мав боєкомплект в 2000 Патрон (збройовий) на 8 Кулеметна стрічка. Крім цього, для самооборони екіпажу танк комплектувався десятьма осколковими гранатами Ф-1 і сигнальним пістолетом з 10 патронами.

### Ходова частина та водохідний рушій
Ходова частина танка стосовно кожного борту складався з шести порожнистих опорних і трьох підтримуючих односхилих котків з алюмінієвого сплаву МГ-6 із зовнішньою амортизацією, лінивця і ведучого колеса заднього . Підвіска опорних котків — індивідуальна пневматична (гідропневматична підвіска гідропневматична), з гідравлічними амортизаторами релаксаційного типу на всіх катках. Підвіска дозволяла змінювати кліренс, диферент та крен машини та керувалася за допомогою гідроелектричної системи з місця водія. Гусениці «Об'єкта 911Б» - сталеві, дрібнозвінчасті, двогребневі, з відкритим металевим шарніром. Лінивець, провідне колесо і гусениці побудованого прототипу були запозичені у танка ПТ-76, але на серійних машинах передбачалося використовувати гусениці танка Об'єкт 906 Об'єкт 906. Для пересування на плаву «Об'єкт 911Б» використовував водометний рушій, по конструкції схожий з водометом ПТ-76, але який відрізнявся нижнім розташуванням, на рівні осі вантажного валу трансмісії і пневматичним приводом управління заслінками водометів замість механічного .